# غلوريا كولمان
غلوريا كولمان (بالإنجليزية: Gloria Coleman)‏ هي عازفة بيانو وكاتبة غنائية أمريكية، ولدت في 1931 في نيويورك في الولايات المتحدة، وتوفيت في 10 فبراير 2010.

## وصلات خارجية
- غلوريا كولمان على موقع ميوزك برينز (الإنجليزية)
- غلوريا كولمان على موقع ديسكوغز (الإنجليزية)